# NJPW Royal Quest
NJPW Royal Quest fue un evento de lucha libre profesional producido por la empresa New Japan Pro-Wrestling (NJPW), que tuvo lugar el 31 de agosto de 2019 desde el Copper Box Arena en la ciudad de Londres, Inglaterra, y corresponde al primer gran evento de NJPW en tener lugar en Europa.

## Producción
El evento, sin tener nombre en esos momentos, fue anunciado en una primera instancia durante la celebración de Wrestle Kingdom 13, como parte del calendario de grandes eventos para el año 2019. El 14 de febrero recibió su nombre oficial, siendo denominado NJPW Royal Quest.
El evento se transmitió en vivo en Japón a través del canal de televisión por suscripción TV Asahi Channel 2, mientras que para el resto del mundo fue a través de Fite TV.

## Antecedentes

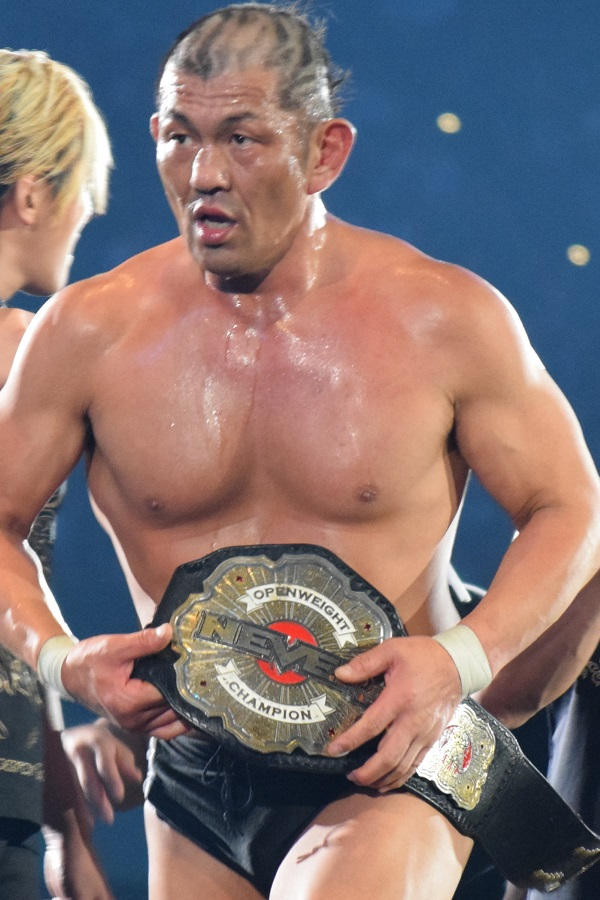
Minoru Suzuki quien reta a Kazuchika Okada a una lucha por el Campeonato Peso Pesado de la IWGP en el evento principal.

El 16 de junio en Kizuna Road, los participantes del torneo G1 Climax 29 fueron anunciados, siendo Minoru Suzuki una ausencia notable dentro de ellos. Suzuki terminó siendo una parte prominente en los combates preliminares de cada show del G1 Climax, mostrando su enojo hacia la gerencia de NJPW en las conferencias de prensa. El 12 de agosto en la noche final del torneo, Suzuki venció al Campeón Peso Pesado de la IWGP, Kazuchika Okada, cubriéndolo para la cuenta tres en una lucha por equipos (que  también involucró a Zack Sabre Jr. y Hiroshi Tanahashi) y lo retó a un combate por el campeonato.
El 6 de abril en G1 Supercard, Zack Sabre Jr. derrotó a Hiroshi Tanahashi para retener con éxito el Campeonato Peso Pesado Británico. Tanahashi terminó ausentándose por dos meses debido a una lesión en el codo izquierdo que sufrió durante el combate. Cuando se anunciaron los bloques del G1 Climax 29, Tanahashi y Sabre fueron colocados en el mismo bloque. Su lucha de torneo ocurrió el 18 de julio, la quinta noche del torneo, donde Tanahashi vengó su lesión al derrotar a Sabre. El 11 de agosto, Tanahashi volvería a registrar una nueva victoria contra Sabre, cubriéndolo para la cuenta de tres en un combate por equipos, confirmándose de esta manera su reto por el Campeonato Británico de Peso Pesado.
El 17 de julio, Revolution Pro Wrestling anunció el torneo por equipos Road to Royal Quest, el cual se celebraría durante el mes de agosto y determinaría a los retadores que desafiarían a los Campeones en Parejas de la IWGP, Guerrillas of Destiny (Tama Tonga & Tanga Loa), a una lucha por el título en Royal Quest.

## Resultados
En paréntesis se indica el tiempo de cada combate:
- Roppongi 3K (Sho, Yoh & Rocky Romero) derrotaron a Ren Narita, Shota Umino y Ryusuke Taguchi (8:19).
  - Sho cubrió a Narita después de un «Powerbomb Backbreaker».
- Juice Robinson y Kota Ibushi derrotaron a Bullet Club (Hikuleo & Yujiro Takahashi) (8:46).
  - Ibushi cubrió a Hikuleo después de un «Boma Ye» y un «Kamigoye».
- The Birds of Prey (Will Ospreay & Robbie Eagles) derrotaron a Bullet Club (El Phantasmo & Taiji Ishimori) (10:36).
  - Ospreay cubrió a Ishimori después de un «Double Spanish Fly».
  - Después de la lucha, Ospreay y Eagles retaron a Ishimori y El Phantasmo por el Campeonato en Parejas Peso Pesado Junior de la IWGP
  - El Campeonato en Parejas Peso Pesado Junior de la IWGP de Ishimori y El Phantasmo no estuvo en juego.
- Los Ingobernables de Japón (Sanada & Tetsuya Naito) derrotaron a Bullet Club (Chase Owens & Jay White) (con Gedo) (12:59).
  - Sanada forzó a Owens a rendirse con un «Skull End».
  - Después de la lucha, Naito atacó a White con una silla.
- Guerrillas of Destiny (Tama Tonga & Tanga Loa) (con Jado) derrotaron a Aussie Open (Kyle Fletcher & Mark Davis) y retuvieron el Campeonato en Parejas de la IWGP (12:56).
  - Tonga cubrió a Fletcher después de un «Super Powerbomb».
- KENTA derrotó a Tomohiro Ishii y ganó el Campeonato de Peso Abierto NEVER (20:16).
  - KENTA cubrió a Ishii después de un «Go To Sleep».
- Hiroshi Tanahashi derrotó a Zack Sabre Jr. y ganó el Campeonato Peso Pesado Británico (17:39).
  - Tanahashi cubrió a Sabre después de un «High Fly Flow».
- Kazuchika Okada derrotó a Minoru Suzuki y retuvo el Campeonato Peso Pesado de la IWGP (33:25).
  - Okada cubrió a Suzuki después de un «Tombstone Piledriver» y un «Rainmaker».

### Road to Royal Quest
|  | Cuartos de final Live at the Cockpit 44 4 de agosto | Cuartos de final Live at the Cockpit 44 4 de agosto | Cuartos de final Live at the Cockpit 44 4 de agosto |                           |                                          | Semifinales Live in Southampton 9 11 de agosto | Semifinales Live in Southampton 9 11 de agosto | Semifinales Live in Southampton 9 11 de agosto |  |                                          | Final Summer Sizzler 30 de agosto        | Final Summer Sizzler 30 de agosto | Final Summer Sizzler 30 de agosto |  |
|  |                                                     |                                                     |                                                     |                           |                                          |                                                |                                                |                                                |  |                                          |                                          |                                   |                                   |  |
|  |                                                     |                                                     |                                                     |                           |                                          |                                                |                                                |                                                |  |                                          |                                          |                                   |                                   |  |
|  | Aussie Open (Kyle Fletcher & Mark Davis)            | Aussie Open (Kyle Fletcher & Mark Davis)            | Pin                                                 |                           |                                          |                                                |                                                |                                                |  |                                          |                                          |                                   |                                   |  |
|  | Aussie Open (Kyle Fletcher & Mark Davis)            | Aussie Open (Kyle Fletcher & Mark Davis)            | Pin                                                 |                           |                                          |                                                |                                                |                                                |  |                                          |                                          |                                   |                                   |  |
|  | The Rascalz (Dezmond Xavier & Zachary Wentz)        | The Rascalz (Dezmond Xavier & Zachary Wentz)        | 16:05                                               |                           |                                          |                                                |                                                |                                                |  |                                          |                                          |                                   |                                   |  |
|  | The Rascalz (Dezmond Xavier & Zachary Wentz)        | The Rascalz (Dezmond Xavier & Zachary Wentz)        | 16:05                                               |                           | Aussie Open (Kyle Fletcher & Mark Davis) | Aussie Open (Kyle Fletcher & Mark Davis)       | Pin                                            |                                                |  |                                          |                                          |                                   |                                   |  |
|  |                                                     |                                                     |                                                     |                           | Aussie Open (Kyle Fletcher & Mark Davis) | Aussie Open (Kyle Fletcher & Mark Davis)       | Pin                                            |                                                |  |                                          |                                          |                                   |                                   |  |
|  |                                                     |                                                     | Dan Moloney & MK McKinnan                           | Dan Moloney & MK McKinnan | 16:59                                    |                                                |                                                |                                                |  |                                          |                                          |                                   |                                   |  |
|  | Dan Moloney & MK McKinnan                           | Dan Moloney & MK McKinnan                           | Dan Moloney & MK McKinnan                           | Dan Moloney & MK McKinnan | 16:59                                    | Pin                                            |                                                |                                                |  |                                          |                                          |                                   |                                   |  |
|  | Dan Moloney & MK McKinnan                           | Dan Moloney & MK McKinnan                           |                                                     |                           |                                          |                                                |                                                |                                                |  |                                          |                                          |                                   |                                   |  |
|  | Team WhiteWolf (A-Kid & Carlos Romo)                | Team WhiteWolf (A-Kid & Carlos Romo)                | 14:30                                               |                           |                                          |                                                |                                                |                                                |  |                                          |                                          |                                   |                                   |  |
|  | Team WhiteWolf (A-Kid & Carlos Romo)                | Team WhiteWolf (A-Kid & Carlos Romo)                | 14:30                                               |                           |                                          |                                                |                                                |                                                |  | Aussie Open (Kyle Fletcher & Mark Davis) | Aussie Open (Kyle Fletcher & Mark Davis) | Pin                               |                                   |  |
|  |                                                     |                                                     |                                                     |                           |                                          |                                                |                                                |                                                |  | Aussie Open (Kyle Fletcher & Mark Davis) | Aussie Open (Kyle Fletcher & Mark Davis) | Pin                               |                                   |  |
|  |                                                     |                                                     | Josh Bodom & Sha Samuels                            | Josh Bodom & Sha Samuels  | 10:28                                    |                                                |                                                |                                                |  |                                          |                                          |                                   |                                   |  |
|  | Gabriel Kidd & Shaun Jackson                        | Gabriel Kidd & Shaun Jackson                        | Josh Bodom & Sha Samuels                            | Josh Bodom & Sha Samuels  | 10:28                                    | Pin                                            |                                                |                                                |  |                                          |                                          |                                   |                                   |  |
|  | Gabriel Kidd & Shaun Jackson                        | Gabriel Kidd & Shaun Jackson                        |                                                     |                           |                                          |                                                |                                                |                                                |  |                                          |                                          |                                   |                                   |  |
|  | Kenneth Halfpenny & Brendan White                   | Kenneth Halfpenny & Brendan White                   | 11:57                                               |                           |                                          |                                                |                                                |                                                |  |                                          |                                          |                                   |                                   |  |
|  | Kenneth Halfpenny & Brendan White                   | Kenneth Halfpenny & Brendan White                   | 11:57                                               |                           | Gabriel Kidd & Shaun Jackson             | Gabriel Kidd & Shaun Jackson                   | 7:21                                           |                                                |  |                                          |                                          |                                   |                                   |  |
|  |                                                     |                                                     |                                                     |                           | Gabriel Kidd & Shaun Jackson             | Gabriel Kidd & Shaun Jackson                   | 7:21                                           |                                                |  |                                          |                                          |                                   |                                   |  |
|  |                                                     |                                                     | Josh Bodom & Sha Samuels                            | Josh Bodom & Sha Samuels  | Pin                                      |                                                |                                                |                                                |  |                                          |                                          |                                   |                                   |  |
|  | Josh Bodom & Sha Samuels                            | Josh Bodom & Sha Samuels                            | Josh Bodom & Sha Samuels                            | Josh Bodom & Sha Samuels  | Pin                                      | Pin                                            |                                                |                                                |  |                                          |                                          |                                   |                                   |  |
|  | Josh Bodom & Sha Samuels                            | Josh Bodom & Sha Samuels                            |                                                     |                           |                                          |                                                |                                                |                                                |  |                                          |                                          |                                   |                                   |  |
|  | Dan Magee & Kurtis Chapman                          | Dan Magee & Kurtis Chapman                          | 9:53                                                |                           |                                          |                                                |                                                |                                                |  |                                          |                                          |                                   |                                   |  |
|  | Dan Magee & Kurtis Chapman                          | Dan Magee & Kurtis Chapman                          | 9:53                                                |                           |                                          |                                                |                                                |                                                |  |                                          |                                          |                                   |                                   |  |
|  |                                                     |                                                     |                                                     |                           |                                          |                                                |                                                |                                                |  |                                          |                                          |                                   |                                   |  |